# Alocasia nycteris
Alocasia nycteris là một loài thực vật có hoa trong họ Ráy (Araceae). Loài này được Medecilo, G.C.Yao & Madulid mô tả khoa học đầu tiên năm 2007.